# Experiência psicodélica
A experiência psicodélica é caracterizada pela percepção de aspectos mentais originalmente desconhecidos por parte do indivíduo em questão. Os estados psicodélicos fazem parte do espectro de experiências induzidas por substâncias psicodélicas. Neste mesmo campo de estados, encontram-se as alucinações, distorções de percepção sensorial, sinestesia, estados alterados de consciência e, ocasionalmente, estados semelhantes à psicose e ao êxtase religioso.
Nem todos que experimentam drogas psicodélicas (como o LSD e psilocibina) têm uma experiência psicodélica. Além disso, muitos alcançam estados alterados de consciência através de outros meios, como pela meditação, yoga, privação sensorial, etc.
A meditação psicodélica é uma prática que combina elementos da meditação tradicional com a influência de substâncias psicodélicas seguras e sagradas, como a ayahuasca, psilocibina e LSD. Essas substâncias são utilizadas de forma cuidadosa e supervisionada para abrir portas da mente, permitindo que os praticantes acessem estados de consciência expandida. Nesse contexto, a meditação psicodélica não se trata apenas de relaxamento, mas sim de uma jornada profunda em busca de autoconhecimento e conexão com o universo.